# Polskie Towarzystwo Badaczy Rynku i Opinii
Polskie Towarzystwo Badaczy Rynku i Opinii (PTBRiO) – polska organizacja zawodowa założona w 1994 roku. Zrzesza badaczy opinii jako osoby indywidualne.

## Charakterystyka
PTBRiO reprezentuje interesy badaczy wobec instytucji publicznych i władz polskich oraz promuje i upowszechniania informacje dotyczące badania opinii i rynku. PTBRiO podejmuje różne działania mające na celu przestrzeganie standardów metodologicznych i etyki zawodu badacza, organizuje współpracę i wymianę informacji w środowisku badaczy rynku i opinii, opracowuje na prośbę ESOMAR coroczne raporty na temat rynku badawczego w Polsce, organizuje szkolenia, seminaria i konferencje. Razem z Organizacją Firm Badania Opinii i Rynku (OFBOR) organizuje co roku w październiku Kongres Badaczy, który miał już dwadzieścia dwie edycje. 
PTBRiO skupia profesjonalistów, którzy dzięki wiedzy o zachowaniach społecznych i konsumenckich wspierają podejmowanie decyzji w różnych organizacjach. W jego gronie są badacze marketingowi, analitycy, data scientists, eksperci user experience, konsultanci i stratedzy. Członkowie PTBRiO to zarówno dostawcy informacji rynkowej jak i jej odbiorcy. Wartości, które podkreśla Towarzystwo to dociekliwość, rozwój, uczciwość, kreatywność i inicjatywa.
Od 2018 roku PTBRiO współpracuje z Wydawnictwem Naukowym PWN tworząc serię wydawniczą "Zrozumieć rynek i konsumenta", w ramach której ukazały się już trzy książki: 
- "Data driven decisions. Jak odnaleźć się w natłoku danych?"[5] (2018);
- "Gamfication. Jak wygrać zaangażowanie respondenta?"[6] (2020);
- "Badanie rynku. Jak zrozumieć konsumenta?"[7] (2021).

Od 2020 roku prezesem PTBRiO jest Anna Karczmarczuk; w skład zarządu weszli też Michał Lutostański, Tomasz Opalski, Leszek Szycman, Agnieszka Warzybok, Robert Zydel.